# Przekształcenie antyliniowe
Przekształcenie antyliniowe (przekształcenie półliniowe) – rodzaj przekształcenia między zespolonymi przestrzeniami liniowymi.

## Definicja
Niech {\displaystyle V} oraz {\displaystyle W} będą dowolnymi zespolonymi przestrzeniami liniowymi. Przekształcenie {\displaystyle f\colon V\to W} nazywamy przekształceniem antyliniowym (przekształceniem półliniowym), gdy
{\displaystyle f(ax+by)={\overline {a}}f(x)+{\overline {b}}f(y)}
dla każdego {\displaystyle a,b\in \mathbb {C} } oraz {\displaystyle x,y\in V.}

## Własności
- Złożenie dwóch odwzorowań antyliniowych jest zespolonym odwzorowaniem liniowym.
- Odwzorowanie antyliniowe {\displaystyle f\colon V\to W} może być równoważnie opisane jako {\displaystyle {\overline {f}}\colon V\to {\overline {W}},} czyli przekształcenie przestrzeni liniowej {\displaystyle V} w sprzężoną przestrzeń liniową zespoloną {\displaystyle {\overline {W}}.}

## Przykład
Niech {\displaystyle H_{1},H_{2}} będą zespolonymi przestrzeniami Hilberta. Jeżeli {\displaystyle T_{1},T_{2}\colon H_{1}\to H_{2}} są ciągłymi i liniowymi operatorami oraz {\displaystyle a,b\in \mathbb {C} ,} to
{\displaystyle (aT_{1}+bT_{2})^{\star }={\overline {a}}T_{1}^{\star }+{\overline {b}}T_{2}^{\star },}
gdzie {\displaystyle T_{i}^{\star }} jest operatorem sprzężonym z operatorem {\displaystyle T_{i},\;i\in \{1,2\}.} Zatem sprzężenie hermitowskie ciągłych i liniowych operatorów przestrzeni Hilberta jest przekształceniem antyliniowym.